# Kuhlenberg (Rothaargebirge)
Der Kuhlenberg ist ein 743,9 m ü. NN hoher Berg im Rothaargebirge im Hochsauerlandkreis, Nordrhein-Westfalen (Deutschland).

## Lage
Der Berg befindet sich etwa 1 km südöstlich von Silbach und 4 km nordöstlich von Winterberg entfernt. An seiner Westseite fließt die Neger, östlich vom Berggipfel entspringt die kleine Voßmecke, ein Zufluss der Ruhr im 48,8 ha großen Naturschutzgebiet „In der Strei“. 30 ha dieses Naturschutzgebietes bilden das FFH-Gebiet mit gleichem Namen, in dem viele seltene Pflanzen der Roten Liste vorkommen. Dieses Hangmoor steht seit 1957 mit wechselnden Abgrenzungen unter Naturschutz. Ein Teil der Flächen im Naturschutzgebiet, insbesondere die Moorbereiche gehören dem Hochsauerlandkreis und werden von der Biologischen Station im Hochsauerlandkreis extensiv nach Vorgaben des Kultur-Landschafts-Pflege-Programms des Hochsauerlandkreises bewirtschaftet.
Am Westhang liegt der Diabas-Steinbruch von Silbach. Oft wird der Berg mit dem Vorderen Kuhlenberg zusammengefasst als Kuhlenberg. An dem Berg ist überwiegend Fichtenwald, der aber durch Kyrill stark beeinträchtigt wurde.

## Loipe
Über den Kuhlenberg verläuft die Kuhlenbergloipe, ein insgesamt 20 km langes Loipennetz. Nahe dem Kreisverkehr der B480 befindet sich Renners Hütte, ein Langlaufskiverleih mit einer kleinen Essensstube. Außerdem verlief die Strecke des bis 2010 stattfindende Hundeschlittenrennen über die Loipe.